# Ceratomysis spinosa
Ceratomysis spinosa är en kräftdjursart som beskrevs av Faxon 1893. Ceratomysis spinosa ingår i släktet Ceratomysis och familjen Petalophthalmidae. Inga underarter finns listade i Catalogue of Life.